# Destolmia liturata
Destolmia liturata är en fjärilsart som beskrevs av Walker 1865. Destolmia liturata ingår i släktet Destolmia och familjen tandspinnare. Inga underarter finns listade i Catalogue of Life.